# 川越市立川越西小学校
川越市立川越西小学校（かわごえしりつ かわごえにししょうがっこう）は、埼玉県川越市川鶴1-5にある公立小学校。校庭が市内の学校ではとても広く、中心にシンボルとなる大きなケヤキの木がある。このケヤキは校章にも表されている。

## 学区
徒歩5分圏内の初雁地区、新興住宅団地である川鶴地区・三芳野地区、遠い地区では笠幡地区・吉田新町地区・鯨井新田地区が通学圏。卒業後は大半の生徒は隣接する川越市立川越西中学校へ進学。一部には川越市立名細中学校・川越市立霞ヶ関西中学校が指定されている地域もある。

## 教育理念
- たくましい子・みずから学ぶ子・思いやりのある子
- あいさつと　きく気　やる気　元気な子

## 沿革
- 1983年（昭和58年） - 開校。ケヤキを植える
- 1987年（昭和62年） - 正門前に校歌碑を設置
- 1992年（平成4年） - 岩石園を設置
- 2002年（平成14年） - 裏庭に「いしころ山」設置（名称は生徒による公募）

学校名称を決める際には「霞ヶ関西小学校」が既にあったため、「川越西」小学校となった。

## その他
- 校歌は宮沢章二作詞、岩河三郎作曲の2部合唱。
- 外国人による英会話授業を取り入れており、その他にも年に1回二十数名もの外国人（主に東京国際大学など）を招きクラスごとにふれ合うなど交流が盛んである。
- 体育館裏にビオトープが設置されている他、ソーラーパネルも導入されている。